# 1. ceremonia wręczenia Satelitów
1. ceremonia rozdania nagród Satelitów przyznawanych przez Międzynarodową Akademię Prasy odbyła się 15 stycznia 1997 roku. Gospodarzem gali był aktor Stacy Keach.
Najwięcej − po 3 nagrody − otrzymały filmy Angielski pacjent, Fargo i Evita.

## Laureaci i nominowani
Laureaci nagród wyróżnieni są wytłuszczeniem

### Produkcje kinowe

#### Najlepszy film dramatyczny
- Joel Coen − Fargo
- Saul Zaentz − Angielski pacjent
- Jane Scott − Blask
- R. Paul Miller, Maggie Renzi − Na granicy
- Simon Channing Williams − Sekrety i kłamstwa
- Andrew Macdonald − Trainspotting

#### Najlepszy film komediowy lub musical
- Alan Parker, Robert Stigwood, Andrew G. Vajna − Evita
- Alison Gilby, Joanna Gueritz, Antony Root − Farma na odludziu
- Dean Silvers − Igraszki z losem
- Victor Simpkins − Swingers
- Robert Greenhut − Wszyscy mówią: kocham cię

#### Najlepsza aktorka w filmie dramatycznym
- Frances McDormand − Fargo
- Brenda Blethyn − Sekrety i kłamstwa
- Kristin Scott Thomas − Angielski pacjent
- Emily Watson − Przełamując fale
- Robin Wright Penn − Moll Flanders

#### Najlepszy aktor w filmie dramatycznym
- Geoffrey Rush − Blask
- James Woods − Dziennik mordercy
- Christopher Eccleston − Więzy miłości
- Ralph Fiennes − Angielski pacjent
- William H. Macy − Fargo
- Billy Bob Thornton − Blizny przeszłości

#### Najlepsza aktorka w filmie komediowym lub musicalu
- Gwyneth Paltrow − Emma
- Glenn Close − 101 dalmatyńczyków
- Shirley MacLaine − Pani Winterbourne
- Heather Matarazzo − Witajcie w domku dla lalek
- Bette Midler − Zmowa pierwszych żon

#### Najlepszy aktor w filmie komediowym lub musicalu
- Tom Cruise − Jerry Maguire
- Nathan Lane − Klatka dla ptaków
- Eddie Murphy − Gruby i chudszy
- Jack Nicholson − Marsjanie atakują!
- Stanley Tucci − Wielkie otwarcie

#### Najlepsza aktorka drugoplanowa w filmie dramatycznym
- Courtney Love − Skandalista Larry Flynt
- Joan Allen − Czarownice z Salem
- Stockard Channing − Moll Flanders
- Miranda Richardson − Czułe słówka: ciąg dalszy
- Kate Winslet − Hamlet

#### Najlepszy aktor drugoplanowy w filmie dramatycznym
- Armin Mueller-Stahl − Blask
- Steve Buscemi − Fargo
- Robert Carlyle − Trainspotting
- Jeremy Irons − Ukryte pragnienia
- John Lynch − Moll Flanders
- Paul Scofield − Czarownice z Salem

#### Najlepsza aktorka drugoplanowa w filmie komediowym lub musicalu
- Debbie Reynolds − Matka
- Lauren Bacall − Miłość ma dwie twarze
- Goldie Hawn − Wszyscy mówią: kocham cię
- Sarah Jessica Parker − Zmowa pierwszych żon
- Renée Zellweger − Jerry Maguire

#### Najlepszy aktor drugoplanowy w filmie komediowym lub musicalu
- Cuba Gooding Jr. − Jerry Maguire
- Woody Allen − Wszyscy mówią: kocham cię
- Danny DeVito − Matylda
- Gene Hackman − Klatka dla ptaków
- Ian McKellen − Farma na odludziu

#### Najlepszy reżyser
- Joel Coen − Fargo
- Scott Hicks − Blask
- Mike Leigh − Sekrety i kłamstwa
- Anthony Minghella − Angielski pacjent
- Lars von Trier − Przełamując fale

#### Najlepszy scenariusz oryginalny
- John Sayles − Na granicy
- Scott Alexander, Larry Karaszewski − Skandalista Larry Flynt
- Joel i Ethan Coen − Fargo
- Jan Sardi − Blask
- Billy Bob Thornton − Blizny przeszłości

#### Najlepszy scenariusz adaptowany
- Anthony Minghella − Angielski pacjent
- Arthur Hiller − Czarownice z Salem
- Laura Jones − Portret damy
- John Hodge − Trainspotting
- Hossein Amini − Więzy miłości

#### Najlepsze zdjęcia
- John Seale − Angielski pacjent
- Darius Khondji − Evita
- Alex Thomson − Hamlet
- Robby Müller − Przełamując fale
- Donald McAlpine − Romeo i Julia

#### Najlepsza scenografia
- Catherine Martin − Romeo i Julia
- Stuart Craig − Angielski pacjent
- Brian Morris − Evita
- Tim Harvey − Hamlet
- Janet Patterson − Portret damy

#### Najlepsze kostiumy
- Penny Rose − Evita
- Alex Byrne − Hamlet
- Consolata Boyle − Moll Flanders
- Janet Patterson − Portret damy
- Christian Gasc − Śmieszność

#### Najlepsza muzyka
- Gabriel Yared − Angielski pacjent
- Patrick Doyle − Hamlet
- Danny Elfman − Marsjanie atakują!
- Elliot Goldenthal − Michael Collins
- Daniel Lanois − Blizny przeszłości

#### Najlepsza piosenka
- Madonna − „Don’t Cry for Me Argentina” z filmu Evita
- Kristen Vigard − „God Give Me Strength” z filmu W rytmie serca
- Des’ree − „Kissing You” z filmu Romeo i Julia
- Tom Petty − „Walls” z filmu Ta jedyna
- The Wonders − „That Thing You Do!” z filmu Szaleństwa młodości

#### Najlepszy montaż
- David Brenner − Dzień Niepodległości
- Walter Murch − Angielski pacjent
- Roderick Jaynes − Fargo
- Paul Hirsch − Mission: Impossible
- Jill Bilcock − Romeo i Julia

#### Najlepsze efekty specjalne
- Volker Engel, Douglas Smith − Dzień Niepodległości
- Jim Mitchell, Michael L. Fink, David Andrews − Marsjanie atakują!
- Scott Squires − Ostatni smok
- John Knoll − Star Trek: Pierwszy kontakt
- Stefen Fangmeier − Twister

#### Najlepszy film zagraniczny
- Przełamując fale, reż. Lars von Trier
- Azucar amarga, reż. Leon Ichaso
- Ceremonia, reż. Claude Chabrol
- Jeniec Kaukazu, reż. Siergiej Bodrow
- Kola, reż. Jan Svěrák
- Śmieszność, reż. Patrice Leconte

#### Najlepszy film animowany lub produkcja wykorzystującalive-action
- Roy Conli, Don Hahn − Dzwonnik z Notre Dame
- Tim Burton, Denise Di Novi − Jakubek i brzoskwinia olbrzymka
- Daniel Goldberg, Joe Medjuck, Ivan Reitman − Kosmiczny mecz
- Tim Burton − Marsjanie atakują!
- Martin G. Baker, Brian Henson − Muppety na Wyspie Skarbów

### Produkcje telewizyjne

#### Najlepszy serial dramatyczny
- Z Archiwum X
- Nowojorscy gliniarze
- Ostry dyżur
- Szpital Dobrej Nadziei
- Wydział zabójstw Baltimore

#### Najlepszy serial komediowy
- Larry Sanders Show
- Cybill
- Kroniki Seinfelda
- Spin City
- Trzecia planeta od Słońca

#### Najlepszy film telewizyjny lub miniserial
- Podróże Guliwera
- Duma i uprzedzenie
- Gdyby ściany mogły mówić
- Oblężenie Ruby Ridge
- The Summer of Ben Tyler

#### Najlepsza aktorka w serialu dramatycznym
- Christine Lahti − Szpital Dobrej Nadziei
- Gillian Anderson − Z Archiwum X
- Kim Delaney − Nowojorscy gliniarze
- Julianna Margulies − Ostry dyżur
- Kimberly Williams − Miłość czy kochanie

#### Najlepszy aktor w serialu dramatycznym
- David Duchovny − Z Archiwum X
- Andre Braugher − Wydział zabójstw Baltimore
- Anthony Edwards − Ostry dyżur
- Héctor Elizondo − Szpital Dobrej Nadziei
- Dennis Franz − Nowojorscy gliniarze

#### Najlepsza aktorka w serialu komediowym
- Jane Curtin − Trzecia planeta od Słońca
- Fran Drescher − Pomoc domowa
- Helen Hunt − Szaleję za tobą
- Cybill Shepherd − Cybill
- Lea Thompson − Karolina w mieście

#### Najlepszy aktor w serialu komediowym
- John Lithgow − Trzecia planeta od Słońca
- Michael J. Fox − Spin City
- Michael Richards − Kroniki Seinfelda
- Garry Shandling − Larry Sanders Show
- Rip Torn − Larry Sanders Show

#### Najlepsza aktorka w miniserialu lub filmie telewizyjnym
- Helen Mirren − Główny podejrzany 5
- Kirstie Alley − Grom z jasnego nieba
- Lolita Davidovich − Żniwo ognia
- Laura Dern − Oblężenie Ruby Ridge
- Jena Malone − Pod wiatr

#### Najlepszy aktor w miniserialu lub filmie telewizyjnym
- Alan Rickman − Rasputin
- Beau Bridges − Pod wiatr
- Ted Danson − Podróże Guliwera
- Eric Roberts − Z zimną krwią
- James Woods − The Summer of Ben Tyler

#### Najlepsza aktorka drugoplanowa w serialu, miniserialu lub filmie telewizyjnym
- Kathy Bates − Nocna zmiana
- Cher − Gdyby ściany mogły mówić
- Gail O’Grady − Nowojorscy gliniarze
- Greta Scacchi − Rasputin
- Alfre Woodard − Podróże Guliwera

#### Najlepszy aktor drugoplanowy w serialu, miniserialu lub filmie telewizyjnym
- Stanley Tucci − Morderstwo
- Brian Dennehy − Na śmierć i życie
- Ian McKellen − Rasputin
- Anthony Quinn − Gotti
- Treat Williams − Nocna zmiana

### Nagrody okolicznościowe
- Nagroda Mary Pickford za wkład w przemysł rozrywkowy: Rod Steiger
- Nowy talent: Arie Verveen − Więzy